# World Anti-Doping Agency
World Anti-Doping Agency, forkortet WADA, er en international organisation oprettet 10. november 1999 med det hovedformål at styrke, koordinere og iværksætte initiativer i kampen mod alle former for doping inden for alle sportsgrene.
WADAs hovedkvarter ligger i Montreal i Canada. WADA blev oprindelig finansieret af Den Internationale Olympiske Komite (IOC), men modtager nu halvdelen af sine midler direkte fra medlemslandene. WADA støtter og samarbejder med individuelle internationale og nationale sportssammenslutninger med implementering af testprocedurer og om uddannelse, formidling og forskning. Derudover producerer WADA en oversigt over forbudte stoffer, som sportsudøvere ikke må indtage.

## Historie
Efter dopingskandaler inden for cykling i 1998 indkaldte Den Internationale Olympiske Komite (IOC) i 1999 til en verdenskonference i Lausanne i Schweiz med det formål at opnå enighd om en samlet plan mod doping i sport. På konferencen blev vedtaget Lausanne Deklarationen mod doping inden for sport (Lausanne Declaration on Doping in Sport).
I 2004 blev et verdensomspændende antidoping-kodeks (World Anti-Doping Code) vedtaget af alle idrætsorganisationer før De Olympiske Lege i Athen, og reglerne for bekæmpelse af doping inden for stort set alle sportsgrene og i alle lande blev dermed for første gang standardiseret og koordineret af et fælles organ.
Det internationale cykelforbund UCI indførte i 2007, i samarbejde med WADA, et biologisk pas med henblik på at bekæmpe doping inden for cykelsporten.

## Eksterne links
- WADA (World Anti-Doping Agency – officiel website
- Anti-doping Danmark – officiel website